# Christer Ericsson
Jan Christer Ericsson, född 27 mars 1942 i Skövde, död 28 juni 2016 utanför Marstrand, var en svensk entreprenör, industriman och sjökapten från Alingsås.

## Biografi
Christer Ericsson utvecklade en metod för lastning av containrar, vilken han förgäves försökte intressera sin dåvarande uppdragsgivare, Stena Line, för. I det egna bolaget Container Safe J C Ericsson AB (senare Consafe) utvecklade han istället sina idéer och bedrev framgångsrikt affärsverksamhet inom sjötransportområdet.
Under senare delen av 1970-talet började Consafe tillverka bostads- och serviceplattformar för offshorebruk i samarbete med Svenska Varv. Företaget expanderade kraftigt, men försattes i konkurs 1985.
Ericsson hade redan före konkursen börjat investera inom andra branscher. En kortare tid som storägare i bilåterförsäljaren Philipson Bil följdes av investeringar i olje- och gasindustrin, IT, skog, byggverksamhet och energi. År 2010 lämnade han över ledningen för familjeföretaget JCE Group till sina barn.
Christer Ericsson var sommarpratare den 6 juli 2006.
Ericsson rapporterades som saknad till sjöss den 28 juni 2016, efter det att hans båt dagen innan hittats drivande, med fiskeredskap i, ute i vattnen norr om Marstrand. Hans kropp rapporterades funnen 27 augusti.

## Utmärkelser
- Kungl. Patriotiska sällskapets medalj i guld av 1:a storleken "För gagnerik verksamhet inom svenskt näringsliv" överlämnad av H M Konungen 2007[4]